# Tabanus rubioi
Tabanus rubioi är en tvåvingeart som beskrevs av Travassos Santos Dias 1987. Tabanus rubioi ingår i släktet Tabanus och familjen bromsar.
Artens utbredningsområde är Portugal. Inga underarter finns listade i Catalogue of Life.